# Kerkhofkapel (Papenhoven)
De Kerkhofkapel is een kapel in Papenhoven in Grevenbicht-Papenhoven in de Nederlands Zuid-Limburgse gemeente Sittard-Geleen. De kapel staat op de begraafplaats aan de Oude Kerkstraat in het noordoosten van het dorp.

## Geschiedenis
Ter plaatse stond lange tijd de kerk van Papenhoven die in 1909 werd afgebroken. Op die plaats werd de kerkhofkapel gebouwd.

## Bouwwerk
De neogotische bakstenen kapel is opgetrokken op een rechthoekig plattegrond en wordt gedekt door een zadeldak met pannen. Op de hoeken zijn er haakse steunberen aangebracht. In de zijgevels bevindt zich elk een spitsboogvenster. De frontgevel is een puntgevel waarover het dak uitkraagt. Op de punt is een makelaar aangebracht in de vorm van een kruis. In de frontgevel bevindt zich de spitsboogvormige toegang, waarbij in het boogveld de timpaan voorzien is van witgeschilderde tracering en toegang eronder afgesloten wordt met een glazen dubbele deur en smeedijzer hekwerk.
Va binnen is de kapel wit gestuukt onder een wit geschilderd houten gewelf. tegen de achterwand is een houten altaartafel geplaatst. Boven het altaar is op de achterwand een groot houten kruis opgehangen met polychrome corpus.